# Angelika Pfeiffer
Angelika Sabine Pfeiffer geb. Schnürer (* 27. Juli 1952 in Eisleben) ist eine deutsche Politikerin (CDU). Von März bis Oktober 1990 gehörte sie der frei gewählten Volkskammer an. Von Ende 1990 bis 1998 war sie Mitglied des Deutschen Bundestages. 1999 bis 2009 war sie Abgeordnete des Sächsischen Landtags.

## Leben
Nach der Realschule absolvierte Pfeiffer eine Lehre bei der Deutschen Post als Facharbeiterin im Bereich Fernschreibtechnik. Zwischen 1979 und 1982 studierte sie an der FH Potsdam und schloss das Studium als Diplom-Sozialarbeiterin ab. Danach arbeitete sie bis 1990 als Heimleiterin eines Seniorenheims in Leipzig. Pfeiffer ist verheiratet und hat zwei Töchter.

## Politik
Pfeiffer trat 1982 in die DDR-Blockpartei CDU ein, die 1990 in der CDU aufging. Sie war von März bis Oktober 1990 Mitglied der ersten frei gewählten Volkskammer der DDR. Zwischen 1990 und 1998 saß sie im Deutschen Bundestag. Von 1999 bis 2009 war sie Abgeordnete des Sächsischen Landtages und dort seit 2004 stellvertretende Vorsitzende des Petitionsausschusses. Sie war direkt gewählte Kandidatin des Wahlkreises 34 (Muldental 1). Im Vorfeld der Landtagswahl 2009 kündigte Pfeiffer an, nicht noch einmal für den Landtag zu kandidieren. Sie schied im September 2009 aus dem Landtag aus.
Pfeiffer ist Vorsitzende des Kreisverbandes Volksbund Deutsche Kriegsgräberfürsorge Muldental und seit 2003 Vorsitzende des CDU-Kreisverbandes Muldentalkreis.